# Victor Pagé Motors Corporation
Victor Pagé Motors Corporation war ein US-amerikanischer Hersteller von Automobilen.

## Unternehmensgeschichte

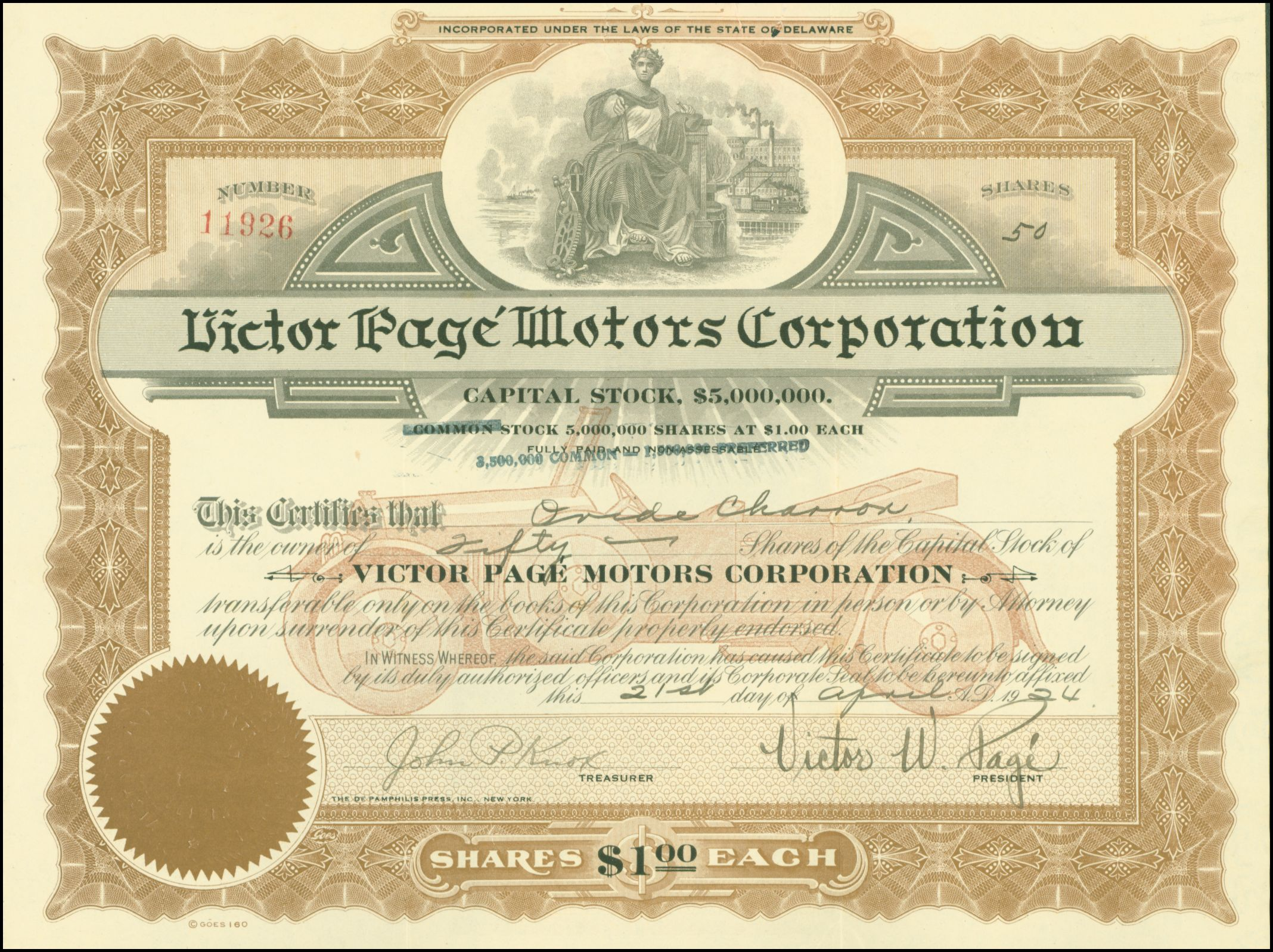
Aktie der Victor Pagé Motors Corp. vom 21. April 1924 mit Automodell im Unterdruck

Victor Wilfred Pagé hatte bereits mit der Page Motor Vehicle Company Erfahrungen im Automobilbau gesammelt. 1921 gründete er das Unternehmen. Der Sitz war New York City und die Fabrik in Farmingdale im US-Bundesstaat New York. Pagé war Präsident und Chefingenieur. Im gleichen Jahr begann die Produktion von Automobilen. Der Markenname lautete Victor Pagé. Im Januar 1922 wurden vier Fahrzeuge und ein Fahrgestell auf der New York Automobile Show präsentiert. Ab 1922 gab es ein Werk in Stamford in Connecticut. Im Oktober 1923 klagten einige Anteilseigner, da sie bisher keine Dividende bekommen hatten. Im gleichen Jahr endete die Produktion. Insgesamt entstanden 128 Fahrzeuge.

## Fahrzeuge
Das wichtigste Modell war der Aero-Type Four. Er hatte einen Vierzylindermotor mit OHV-Ventilsteuerung. Der Motor war luftgekühlt und leistete 30 PS. Die Front des Fahrzeugs war spitz, so wie bei Fahrzeugen mit Spitzkühlern, allerdings bedeutete die Luftkühlung den Verzicht auf Wasserkühler und Kühlergrill. Das Fahrgestell hatte 297 cm Radstand. Zur Wahl standen Limousine, Speedster, Tourenwagen, Taxi, Depot Wagon und ein leichter Lieferwagen.
Der Utility Four war eine vereinfachte Version mit flacher Front. Hiervon entstanden nur vier Fahrzeuge.